# Амилопектин
Ами́лопекти́н (от др.-греч. ἄμυλος — «пирог из тонкой муки», πηκτός — «сбитый», «сплочённый») — один из основных полисахаридов, составляющих крахмал. Образован разветвлёнными цепочками остатков глюкозы, соединённых гликозидными связями α-(1→4) и α-(1→6).
По структуре молекул подобен амилозе и гликогену, но у амилопектина цепочки ветвятся чаще, чем у амилозы, и реже, чем у гликогена.

## Свойства
Молекулярная масса достигает 1 000 000. С иодом даёт красно-фиолетовую окраску. Почти не растворим в холодной воде; в горячей воде образует студенистую часть клейстера.

## Нахождение в природе
Доля амилопектина в картофельном, кукурузном, рисовом крахмале — 76—81 %.
Существует пшеница с блокированным синтезом амилозы, её крахмал содержит только амилопектин. Эта пшеница называется вакси (waxi).